# 直缘乌头
直缘乌头（学名：[Aconitum transsectum] 错误：{{Lang}}：文本有斜体标记（帮助））为毛茛科乌头属下的一个种。

## 外部連結
- 海帕烏頭堿 Hypaconitine （页面存档备份，存于） 中草藥化學圖像數據庫 (香港浸會大學中醫藥學院) （中文）（英文）
- 美沙烏頭堿 Mesaconitine （页面存档备份，存于） 中草藥化學圖像數據庫 (香港浸會大學中醫藥學院) （中文）（英文）
- 烏頭堿 Aconitine （页面存档备份，存于） 中草藥化學圖像數據庫 (香港浸會大學中醫藥學院) （中文）（英文）
- 滇烏堿 Yunaconitine （页面存档备份，存于） 中草藥化學圖像數據庫 (香港浸會大學中醫藥學院) （中文）（英文）

## 扩展阅读
- 維基物種上的相關：直缘乌头